# Фіндейзен Ганс
Ганс Фіндейзен (нім. Hans Findeisen; 16 лютого 1903, Берлін, Німецька імперія — 15 липня 1968, Нойвід, ФРН) — німецький етнограф, релігієзнавець. Член-кореспондент Української вільної академії наук.

## Життєпис
Вивчав етнографію, економіку та філософію в Берлінському університеті. Спеціалізувався на палеоазійських народах. У 1926 р. захистив дисертацію Рибна ловля в житті корінних народів Сибіру.
У 1922—1934 рр. молодший науковий співробітник в Етнографічному музеї у Берліні. Між 1927 та 1929 р. здійснив низку експедицій (Єнісей, Лапландія, Кавказ). Восени 1929 досліджував культуру й побут кримських татар, створив кримськотатарську колекцію Етнографічного музею.
У 1934 втратив роботу в музеї і довгий час не мав постійного місця праці. Тимчасово працював у Берлінському університеті та Інституті культурної морфології у Франкфурті-на-Майні, двічі невдало намагався захистити докторську дисертацію.
З вересня 1941 по липень 1943 — заступник керівника Управління територіального планування в апараті Генріха Гіммлера, Комісара з питань консолідації німецького народу. З липня 1943 служив у вермахті. Характер взаємин Фіндейзена з нацистами досі залишається спірним питанням.
У 1948 заснував приватний Інститут вивчення людини в Ауґсбурзі (в серпні 1961 переїхав до Ренгсдорфа). З 1960 виконував советологічні дослідження на замовлення Генштабу Бундесверу.

## Твори з української тематики
- Volkstrachten der Ukraine. Augsburg, 1948.
- Michajlo Orest und sein Augsburger Freundkreis. Rengsdorf, 1963.